# 日置益

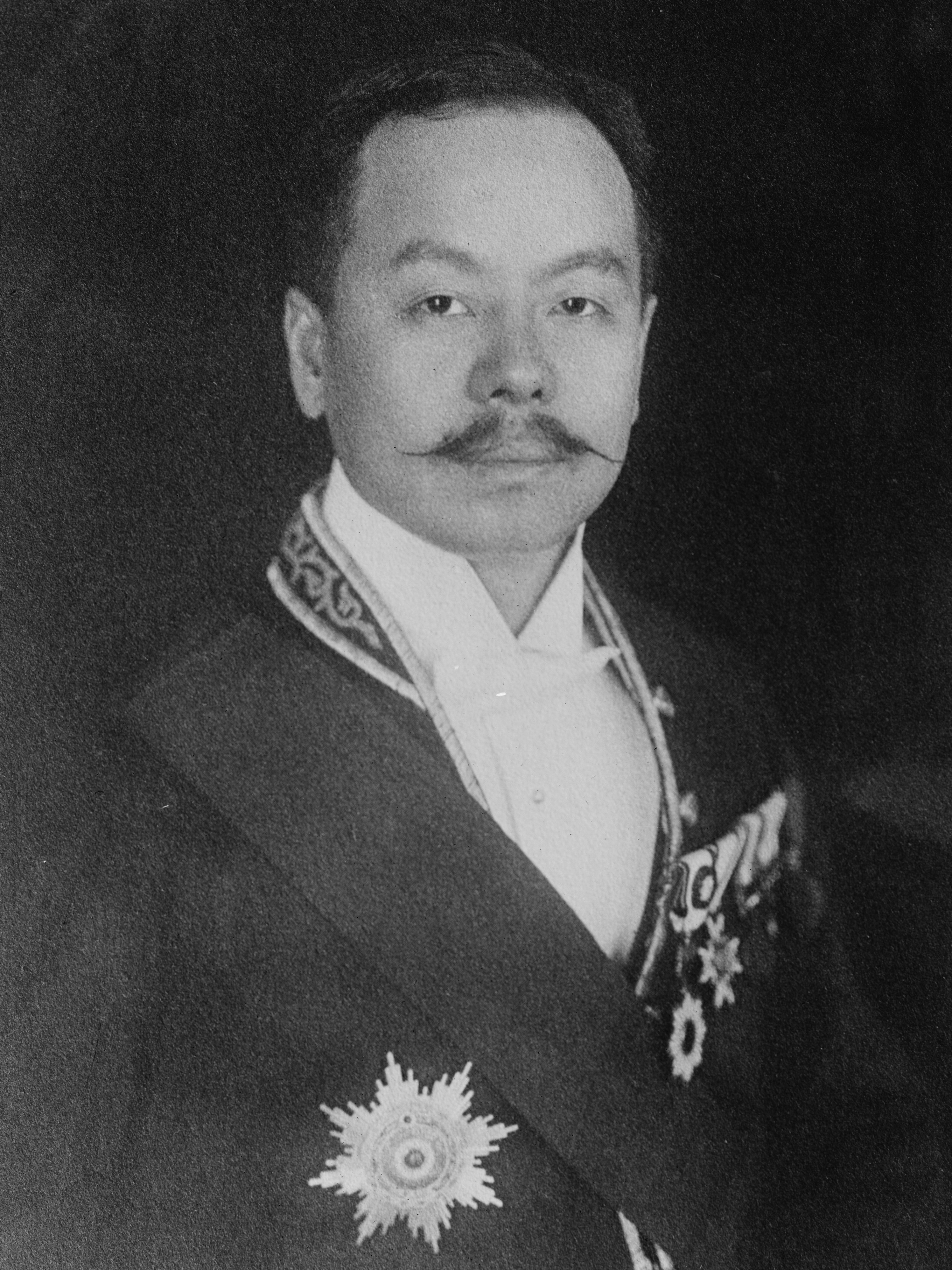
日置益

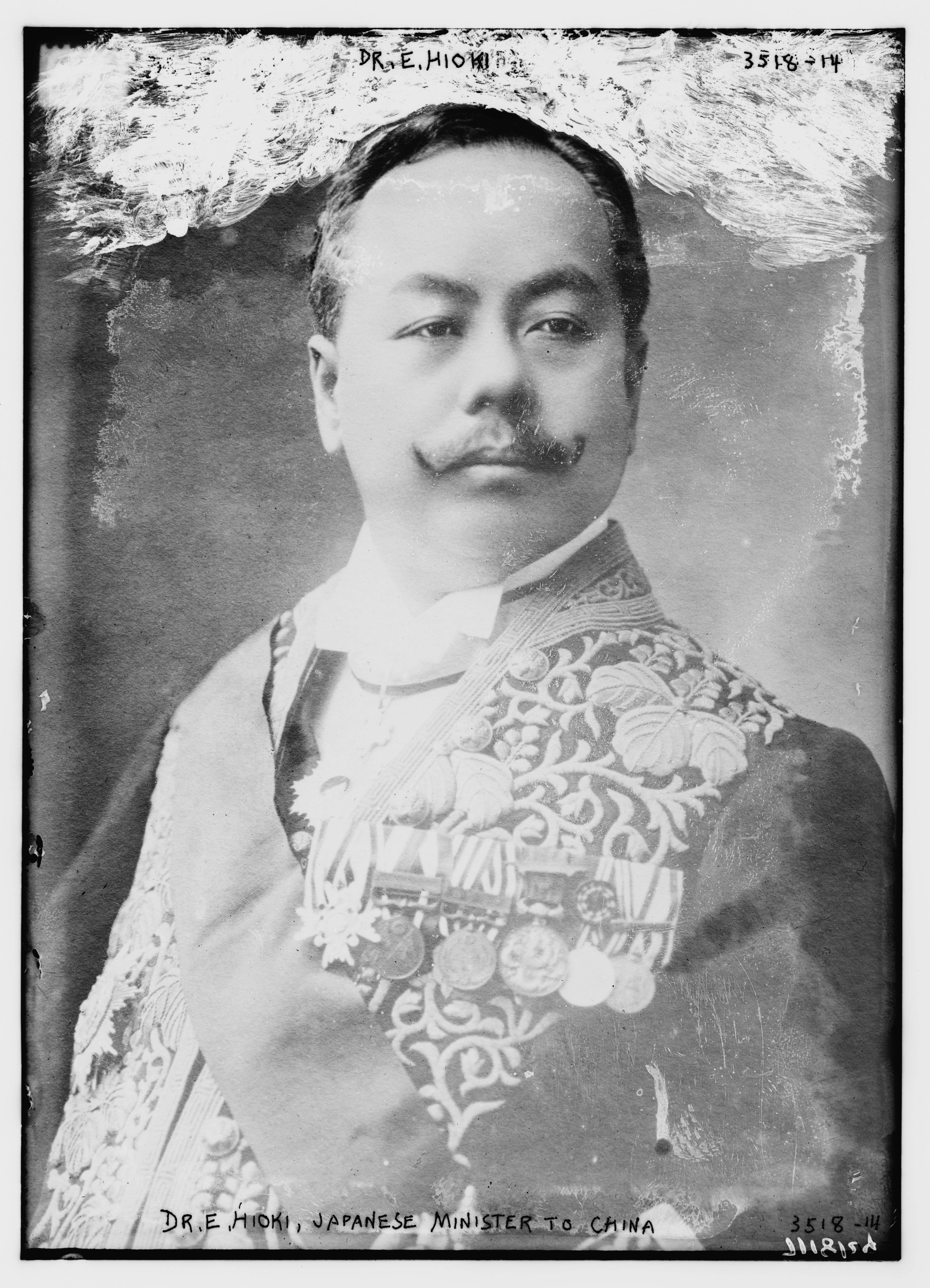
1924年

日置 益（ひおき えき、1861年12月21日（文久元年11月20日） - 1926年（大正15年）10月22日）は、日本の外交官。位階および勲等は正三位・勲一等。伊勢国（現在の三重県）出身。

## 経歴
伊勢国で日置伊右衛門の五男として生まれる。
1888年（明治21年）に東京帝国大学法科大学法律学科を卒業し、外務省に入る。
1905年（明治38年）、代理公使としてサンフランシスコに渡航したのち、仏僧釈宗演とともにワシントンでルーズベルト大統領と会見。
1914年（大正3年）に中国公使に就任。同年12月3日、加藤高明外相は日置に対華要求を訓令する。翌1915年（大正4年）1月18日、大隈重信内閣は袁世凱に対華21カ条要求を行い、日置はその交渉担当となった。1921年（大正10年）から1923年（大正12年）、在ドイツ特命全権大使。1925年（大正14年）には北京関税特別会議に全権として出席。

## 栄典・授章・授賞
位階
- 1891年（明治24年）12月21日 - 従七位[3]
- 1893年（明治26年）12月16日 - 正七位[4]
- 1900年（明治33年）9月21日 - 従五位[5]
- 1911年（明治44年）10月20日 - 従四位[6]
- 1916年（大正5年）12月1日 - 正四位[7]
- 1922年（大正11年）2月28日 - 従三位[8]

勲章等
- 1901年（明治34年）6月27日 - 勲五等瑞宝章[9]
- 1902年（明治35年）12月28日 - 双光旭日章[10]
- 1904年（明治37年）5月20日 - 勲四等旭日小綬章[11]
- 1915年（大正4年）11月10日 - 大礼記念章[12]
- 1916年（大正5年）4月1日 - 勲一等旭日大綬章[13][14]